# Jassim Mandi
Jassim Abdul-Rahman Mandi (en arabe : جاسم مندي) (né le 16 décembre 1944 à Manama) est un ancien arbitre bahreïni de football.

## Carrière
Il a officié dans des compétitions majeures : 
- Coupe d'Asie des nations de football 1984 (3 matchs)
- Coupe du monde de football des moins de 20 ans 1985 (2 matchs)
- Coupe du monde de football des moins de 16 ans 1987 (1 match)
- JO 1988 (1 match)